# Нуакшот
Нуакшо̀т (на арабски: نواكشوط) е столицата на Мавритания. Градът се намира в западната част на страната, на брега на Атлантическия океан. Названието на града в превод от берберски език означава „място, където духа вятър“.
Населението на Нуакшот се оценява на около 1 милион души. До 1958 г. градът е малко рибарско селище, което преживява огромно разрастване след деколонизацията. През 1962 г. Нуакшот е обявен за столица на Мавритания.
Поради силно засушаване на пустинята броят на жителите на града се увеличава драстично през 1970-те години. Това води от своя страна до сериозни проблеми във връзка с водоснабдяването на града.
Край града има международно летище, морско пристанище. Развити са хранителната и дървообработваща промишленост.
Любопитно е да се види музеят в Нуакшот, както и пристанището на града с рибния пазар.

## Побратимени градове
- Аман, Йордания
- Мадрид, Испания
- Джибути, Джибути
- Тусон, Аризона, САЩ
- Ланджоу, Китай